# Dmitri Anosov
Dmitri Victorovich Anosov (em russo:  Дми́трий Ви́кторович Ано́сов; Moscou, 30 de novembro de 1936 — 5 de agosto de 2014) foi um matemático soviético russo.
É conhecido por suas contribuições à teoria dos sistemas dinâmicos.
Membro da Academia de Ciências da Rússia, foi laureado com o Prêmio Estatal da União Soviética, em 1976. Foi aluno de Lev Pontryagin.